# 阻转异构

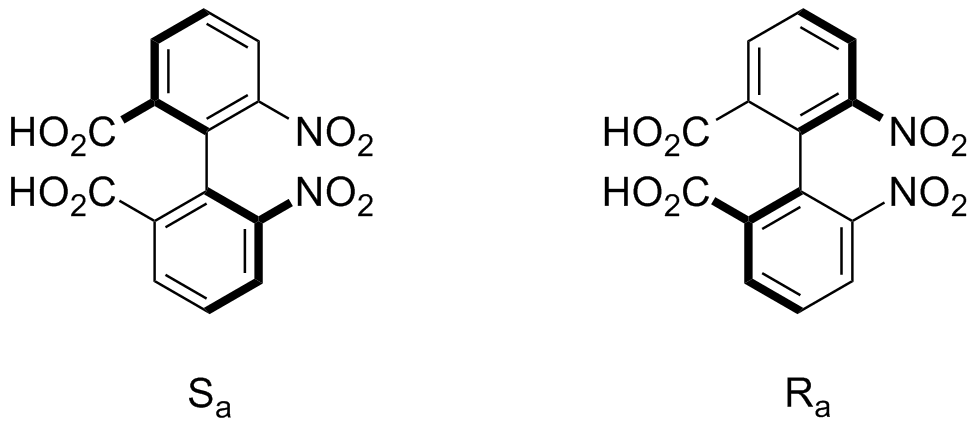
6,6'-二硝基-2,2'-二羧基联苯的两个阻转异构体。

阻转异构现象是某些分子单键自由旋转受阻时，产生光活性异构体的现象，也可看作是构象异构的一类。其英文名为Atropisomer，来源于希腊文，其中a意为“不”，tropos意为“旋转”。该名称首先由Kuhn于1933年提出。
阻转异构体也称位阻光活性异构体，是一类含有手性轴的旋光异构体。与大部分含不对称原子所形成的手性化合物不同的是，含手性轴的旋光异构体不一定非要化学条件才可以互相转化，它们的分子受热具有一定能量后，便有可能形成化学平衡。相比较于构象异构体，阻转异构体必须相对稳定。根据Oki的定义，阻转异构体在某温度下互相转变的半衰期应当大于1000s。
最早发现的阻转异构体为四个邻位都被位阻较大基团取代的联苯类化合物（见右图），是在1922年由Cristie发现的。此外，含有特殊取代基的联萘衍生物（如1,1'-联-2-萘酚）、两个脂环烃（如环己烷）相连得到的化合物，或环芬衍生物也有可能产生阻转异构体。天然产物万古霉素以及存在于独尾草科Kniphofia Foliosa根中的knipholone都是典型的阻转异构体。
阻转异构体的分离可以通过手性拆分技术，如选择性结晶来完成。具有阻转异构选择性（Atroposelective）的合成通常通过使用手性辅助剂（如CBS催化剂）作用于底物，或借助这两种异构体之间的热力学平衡来达到。

## 例子
下面的合成是一个具有阻转异构选择性的合成。原料二醛与二碘化钐作用，发生分子内的频哪醇偶联反应生成二醇。以甲醇作溶剂，得到产物中的两个羟基都位于平键；以己烷作溶剂，则产物中的两个羟基都为直键。